# 루이 르네 마들렌 드 라투슈 트레빌
루이 르네 마들렌 르바소르 드 라투슈 트레빌(프랑스어: Louis-René-Madeleine Levassor de Latouche-Tréville, 1745년 11월 27일 ~ 1804년 12월 13일)은 프랑스의 해군 제독이다. 해군 집안에서 태어나 1758년 해군에 입대했고 7년 전쟁과 미국 독립 전쟁에서 군 경력을 쌓았다. 프랑스 혁명이 발발하자 국민제헌의회의 의원으로 활동하다 퇴역하였으나, 1799년 통령정부 하에서 군에 복직하여 브레스트 함대 사령관, 불로뉴 함대 사령관에 임명되었다.